# Пухачув (гмина)
Гмина Пухачув (пол. Gmina Puchaczów)  —  сельская гмина (волость) в Польше, входит как административная единица в Ленчинский повет,  Люблинское воеводство. Население — 4800 человек (на 2004 год).

## Сельские округа
1. Альбертув
2. Богданка
3. Бжезины
4. Цеханки
5. Цеханки-Колёня
6. Ясенец
7. Надрыбе-Двур
8. Надрыбе-Указове
9. Надрыбе-Весь
10. Острувек
11. Пухачув
12. Стара-Весь
13. Шпица
14. Туроволя
15. Туроволя-Колёня
16. Весолувка
17. Завадув

## Соседние гмины
1. Гмина Цыцув
2. Гмина Людвин
3. Гмина Ленчна
4. Гмина Милеюв
5. Гмина Седлище